# Haitianisch-liberianische Beziehungen
Die haitianisch-liberianischen Beziehungen beschreiben das bilaterale Verhältnis zwischen der Republik Haiti einerseits und der Republik Liberia andererseits.

## Geschichte und Stand
Die im Jahr 1804 von Frankreich unabhängig gewordene Republik Haiti und die 1847 von den Vereinigten Staaten in die Souveränität entlassene Republik Liberia nahmen im Jahr 1864 diplomatische Beziehungen auf.
Bereits im Jahr 1862 wurde ein bilaterales Freundschafts- und Handelsabkommen geschlossen, das zu der gegenseitige Anerkennung der beiden ersten schwarzen Staaten der Welt im Jahr 1864 führte.  Der erste liberianische Gesandte trat im Jahr 1877 sein Amt in Haiti an.
Haiti und Liberia waren zusammen mit Äthiopien zur Zeit des Völkerbunds (1920–1946) dessen einzige Mitglieder, die von Menschen afrikanischer Herkunft regiert wurden, Beide Länder gehören zu den Gründungsmitgliedern der Vereinten Nationen.
Auf dem Weg zu der Formalisierung der Beziehungen bestand ein freundschaftliches Verhältnis zwischen dem haitianischen Präsidenten Paul Magloire und seinem liberianischen Amtskollegen William S. Tubman. Beide standen Anfang der 1950er Jahre im Kampf gegen den Kommunismus an der Seite der Vereinigten Staaten. Tubman war 1954 der erste Staatschef aus Afrika, der Haiti einen dreitägigen Besuch abstattete.
Mit dem Militärputsch in Liberia im Jahr 1980 und dem Ende der Diktatur der Duvaliers in Haiti 1986 begann in beiden Ländern eine lange Phase politischer Instabilität. Die diplomatischen oder konsularischen Vertretungen im jeweils anderen Land fielen dieser Entwicklung zum Opfer. Seit dieser Zeit sind in den bilateralen Beziehungen weder im politischen noch im wirtschaftlichen Bereich besondere Aktivitäten zu beobachten.